# Teurgia

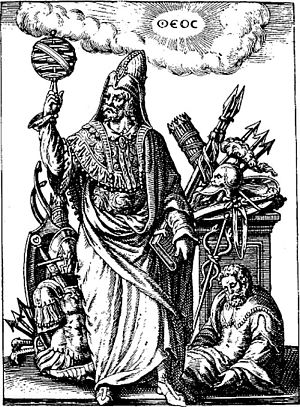
Ermete Trismegisto

La teurgia (in greco antico: θεουργία?, theurghía) è una pratica religiosa esercitata soprattutto nell'antichità greco-romana pre-cristiana, finalizzata a produrre miracoli, benefici prodigiosi, e a sviluppare poteri con cui i teurghi giungevano a identificarsi con la propria parte divina e a ottenere l'immortalità.

## Etimologia
L'origine di questa parola è da rinvenire nel tardo latino theūrgia, dal greco antico θεουργίᾱ (theourgíā, “stregoneria”), a sua volta composta da θεός (theós, “dio”, “epiteto di un sovrano”) + ἔργον (érgon, “opera”, “lavoro”; nel senso di “attività rituale”), traducibile infine, dato il contesto storico, come « operazione divina » o, ancora, come « divinazione ». Secondo Joseph Bidez, il termine fu coniato da Giuliano il Teurgo, indicato dalle fonti antiche come l'autore degli Oracoli caldaici, che è anche il primo a farsi chiamare "teurgo". In questi testi la teurgia si differenzia dalla teologia (θεολογία, theologhía) in quanto, rispetto a quest'ultima, non si limita a discutere intorno al divino quanto piuttosto indica i riti e le pratiche per evocarlo. La teurgia infatti utilizza la magia a scopi mistico-religiosi, per purificare l'anima dalla materia e consentirle di ricongiungersi con la divinità.

## Storia

### Antichità
La teurgia consisteva nell'evocazione delle divinità per mezzo della telestiké (τελεστική), ovvero di rituali atti a inserire la divinità in un essere inanimato, o di tecniche estatiche aventi lo scopo di far incarnare per un determinato tempo la divinità in un essere umano, il dochéus (δοχεὑς). In quest'ultimo caso la pratica teurgica differiva da quella degli oracoli in quanto la divinità evocata non entrava nel corpo del dochéus per un atto spontaneo, ma in quanto specificatamente evocata da un teurgo avente questo compito, il klétor (κλήτωρ).
Celebrata prevalentemente all'interno dei misteri, la teurgia si attuava attraverso operazioni rituali di carattere cerimoniale - gesti ineffabili condotti con precisione e solennità - che utilizzavano simboli, formule o altro che, in senso analogico, erano adeguate ad attirare la divinità desiderata. Gli dèi infatti si identificavano con i pianeti e le stelle intesi analogicamente come piani e forze metafisiche, la cui evocazione doveva perciò agire per "simpatia". I simboli, i gesti e la lingua usata non dovevano essere comprensibili e non dovevano in alcuna maniera essere conoscibili in senso razionale. Gli stessi nomi delle divinità evocate erano in "lingue barbare" antiche o comunque sconosciute ai partecipanti. L'efficacia del rito dipendeva dalla sospensione della razionalità umana per consentire il raggiungimento di stati d'essere superiori al piano materiale già virtualmente raggiunti grazie all'iniziazione misterica, stati d'essere che dovevano intercettare e poi identificarsi con il piano divino, potendo così agire su quest'ultimo o in quanto divenuti quest'ultimo.
La pratica religiosa teurgica fu riassunta negli Oracoli caldaici, opera attribuita a Giuliano il Teurgo, vissuto nel II secolo, durante il regno di Marco Aurelio. Anche se le pratiche magiche sono precedenti a Giuliano il Teurgo, gli Oracoli caldaici rappresentano la prima opera scritta giunta a noi, seppur in forma di frammenti, che tratta di teurgia. Il testo inoltre presenta forti affinità con la filosofia neopitagorica e medioplatonica.
La teurgia ebbe notevole influenza sul tardo neoplatonismo. Così anche l'imperatore romano Giuliano, nel IV secolo, prima ancora di vestire la porpora imperiale e avvertito da Eusebio di Mindo rispetto alla teurgia praticata da Massimo di Efeso rispose piccatamente: «Tu puoi restare fermo sui tuoi libri, io so dove andare». Quindi Giuliano si recò da Massimo di Efeso in Atene e venne così iniziato ai misteri eleusini. Per i suoi studi Giuliano chiese al suo amico Prisco di spedirgli una copia del commentario del filosofo neoplatonico e teurgo Giamblico su Giuliano il Teurgo. A tal proposito commentò di essere avido della filosofia di Giamblico e che nulla al mondo poteva stargli al pari. Celebre teurgo dell'antichità fu anche il filosofo neoplatonico Proclo.

### Medioevo
La pratica della teurgia tese a scomparire contestualmente alla chiusura delle scuole filosofiche e teologiche non cristiane avvenuta nel 529 d.C. con la pubblicazione del Codex Iustinianus, emesso dall'imperatore cristiano Giustiniano, il quale proibiva qualsiasi dottrina filosofica o pratica religiosa non cristiana.
Nel Medioevo cristiano tali pratiche vennero demonizzate e considerate «malefiche» e inaccettabili, giacché l'avvento del Cristianesimo implicava l'eclissi di tutti i «daimones» pagani, che a loro volta erano considerati maschere degli angeli caduti insieme a Lucifero. La pratica teurgica venne sostituita dall'ars goetia, locuzione derivata da una parola greca che significa «stregoneria», «magia nera» essa al contrario della teurgia, che traslava l'operatore sul piano della divinità, evoca le entità nel piano fisico (avendo perso le conoscenze e l'iniziazione misterica l'operatore era impossibilitato alla teurgia dovendo accontentarsi della mera evocazione), ad essa ovviamente si contrapponeva la liturgia sacramentale cattolica, considerata come la nuova e la vera teurgia, ovvero l'opera salvifica e santificatrice di Dio nella mediazione dei suoi sacerdoti. 

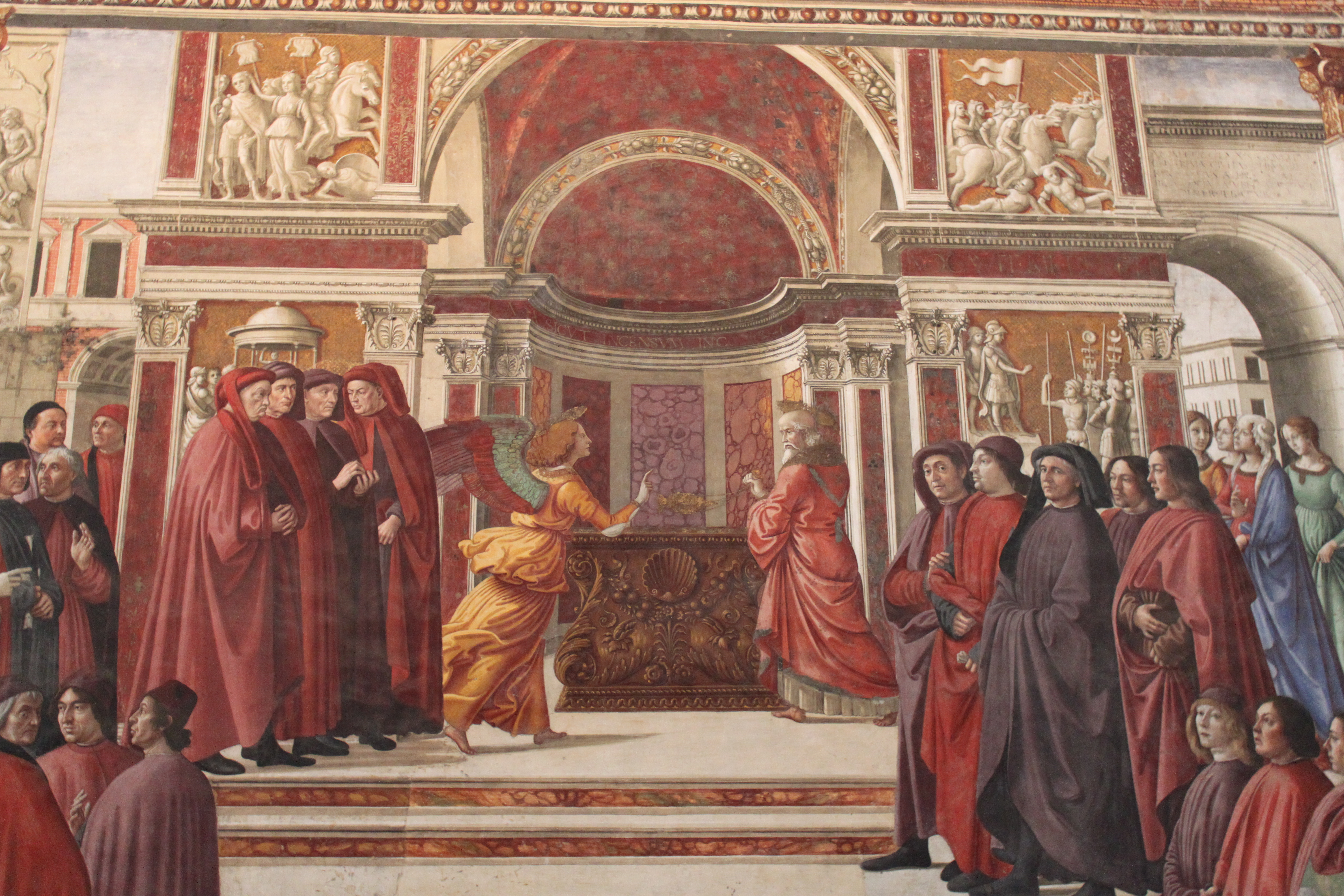
Domenico Ghirlandaio, Apparizione dell'angelo a Zaccaria, Cappella Tornabuoni, Firenze.

### Rinascimento
In seguito al Concilio di Firenze e all'arrivo in Italia da Bisanzio del filosofo neoplatonico Giorgio Gemisto Pletone, le dottrine teurgiche furono oggetto di una riscoperta nell'Occidente cristiano e trovarono un terreno fertile di sviluppo nell'Umanesimo dell'Accademia neoplatonica fiorentina, diretta da Marsilio Ficino.
Ebbero un certo sviluppo quindi presso molti filosofi rinascimentali legati all'ermetismo, venendo assimilate a una sorta di magia bianca, ma furono osteggiate dalla Chiesa, perciò restarono perlopiù appannaggio di cerchie ristrette di studiosi.

### Mondo moderno
La teurgia, dopo secoli di decadenza, ebbe un revival nel corso del XIX secolo e gli inizi del XX secolo, con il tentativo di ricostruzione attuato da parte di ordini pseudo-iniziatici quali l'Hermetic Order of the Golden Dawn e l'Ordo Templi Orientis. Nell'ultimo secolo poi questa teurgia ottocentesca ha avuto una sua parziale riproposizione nelle religioni neopagane, come ad esempio la Wicca (con il rito del Drawing Down) ed il Druidismo.

## Pratiche e rituali

### Statue e simboli: latelestiké
La telestiké consisteva in un insieme di riti con cui si consacravano (τελεῖν, telein) e si animavano le statue delle divinità, allo scopo di ricevere oracoli. Le statue erano cave e al loro interno venivano inseriti, a seconda dei casi, animali, piante o pietre che erano in relazione con il dio. Ogni divinità aveva infatti un rapporto di "simpatia" con alcuni elementi del mondo animale, vegetale o minerale, i quali conservavano al loro interno dei simboli (σύμβολα, symbola), cioè una traccia della loro causa divina e che quindi garantiva una relazione con essa. I simboli erano nascosti all'interno della statua, e solo il telestes (τελεστής), l'officiante, ne era a conoscenza. Talvolta venivano usate anche gemme incise o formule magiche, i cosiddetti charakteres (χαρακτῆρες); questi ultimi potevano essere scritti, appunto, oppure pronunciati, ma la pronuncia corretta era un segreto riservato al teurgo e trasmesso oralmente. Tra i charakteres rientravano, per esempio, le sette vocali (simbolo dei sette dèi planetari), i nomi e gli appellativi delle divinità (che Giuliano diceva di avere ricevuto direttamente dagli dèi) e i cosiddetti "nomi barbari" (ὀνόματα βάρβαρα, onomata barbara), cioè i nomi degli dèi in lingue barbare, che perdono il loro potere se tradotti in greco.
Nella consacrazione della statua di Ecate veniva adoperata anche una trottola magica (στρόφαλος, strophalos), formata da una piastra d'oro con al centro uno zaffiro, su cui erano incisi caratteri mistici. Il teurgo la faceva ruotare mediante una correggia di cuoio, pronunciando formule magiche: ruotandola verso l'interno, si invitavano gli dèi; ruotandola verso l'esterno, invece, si liberavano le divinità dall'incantesimo. Le trottole erano chiamate anche iunghes (ἴυγγες), termine con cui negli Oracoli caldaici sono indicate le intuizioni del Padre, spinte dalla sua volontà. C'era dunque una stretta connessione tra le trottole magiche e i livelli superiori della metafisica caldea: attraverso di esse era possibile non solo evocare una divinità, ma anche provocare tempeste o alterare la volontà di un'altra persona.

### L'esperienza medianica
Una seconda pratica consisteva nel fare incarnare temporaneamente una divinità in un corpo umano, cioè nel dochéus. Poco sappiamo su come avvenisse esattamente il rituale. Due figure erano coinvolte: il klétor, che evocava la divinità (o forse addirittura la costringeva), e il dochéus appunto, che invece la ospitava. Entrambi si preparavano al rituale purificandosi con l'acqua e con il fuoco, e indossavano particolari chitoni con cinture diverse a seconda del dio da evocare. Il docheus inoltre indossava una ghirlanda magica e altri symbola. Le fonti antiche sono in disaccordo sui metodi utilizzati per indurre la trance, ma Dodds ritiene che probabilmente «gli agenti efficaci erano psicologici, non fisiologici». D'altra parte, non tutti potevano essere medium, ma i più adatti erano ritenuti le persone giovani e semplici.
Sempre le fonti antiche parlano di diversi livelli di trance, a seconda che la coscienza persistesse o meno. Il docheus poteva muoversi in maniera convulsa o restare immobile, e poteva presentare una completa insensibilità al fuoco e agli agenti esterni. Per questo, era ritenuta indispensabile la presenza di qualcuno, per tutelare l'incolumità del medium. Raramente gli dèi rivelavano la loro identità durante la trance: da qui nascevano dispute sul fatto che il medium fosse posseduto effettivamente da una divinità o piuttosto da un dèmone, un angelo, l'anima di un defunto o uno spirito maligno. Autori come Giamblico o Sinesio lamentavano, per esempio, che teurghi poco esperti finissero per evocare le entità sbagliate, oppure che spiriti intrusi prendessero il posto preparato per divinità superiori. Durante la trance, il dio rivelava, attraverso la voce del dochéus, notizie sul passato e sul futuro, ma dava anche altri segni della sua presenza, che il più delle volte erano manifestazioni luminose. Alla fine del rituale forse era il dio stesso a chiedere, sempre tramite il medium, di essere sciolto dall'evocazione.

### L'ascesa: l'anagoghé
Oltre a evocare gli dèi, la teurgia si proponeva anche di elevare l'anima verso la divinità e la realtà superiore, in un cammino di ascesa indicato in greco con la parola anagoghé (ἀναγωγή). Per farlo era necessario rendere l'anima luminosa e colma di fuoco, quindi simile al divino. Un modo era la systasis (σύστασις), l'incontro con il dio, che poteva avvenire sia direttamente, sia attraverso le statue o un medium. Durante la systasis, secondo quanto afferma Giamblico, le divinità riversavano generosamente sul teurgo la loro luce irradiante e lo chiamavano verso l'alto, attraverso un processo chiamato ellampsis (ἔλλαμψις), «illuminazione». Un'altra pratica richiedeva che il teurgo fosse in grado di uscire dall'anima e inspirare (Oracoli caldaici, fr. 124), accogliendo cioè in sé le fiamme provenienti dal dio padre.
È infatti importante sottolineare che, nel sistema metafisico e filosofico caldaico, la più alta facoltà dell'uomo, che gli Oracoli caldaici chiamano «fiore dell'intuire» (νόου ἄνϑος, noou anthos), da sola non basta per cogliere l'intuibile. Solo ricorrendo, congiuntamente, alle pratiche teurgiche e alle facoltà umane è possibile raggiungere l'unione tra l'anima dell'iniziato e il divino.